# Julian Schutting
Julian Schutting (* 25. Oktober 1937 in Amstetten, Niederösterreich als Jutta Maria Franziska Schutting) ist ein österreichischer Schriftsteller.

## Leben
Schutting lebte bis zu seinem 15. Lebensjahr in Amstetten und absolvierte dann in Wien die Grafische Lehr- und Versuchsanstalt (Klasse Fotografie). Später studierte er an der Universität Wien Geschichte und Germanistik. Von 1965 bis 1987 unterrichtete er am Wiener Technologischen Gewerbemuseum (TGM).
Erste Veröffentlichungen erfolgten in Literaturzeitschriften. 1973 erschienen im Salzburger Otto Müller Verlag der Gedichtband In der Sprache der Inseln und im Europa Verlag (Wien) der Prosaband Baum in O. Im Jahr darauf veröffentlichte Schutting erstmals im Residenz Verlag (Salzburg) und gehört seither zu dessen Hausautoren. Weitere Buchveröffentlichungen erfolgten im Styria (Graz), bei Droschl (Graz), Jung und Jung (Salzburg) und anderen Verlagen.
Bis zu seiner Geschlechtsangleichung im Jahr 1989 lebte er als Jutta Schutting. Über seinen damaligen Verlag ließ er erklären, „er suche mit diesem Schritt ‚Übereinstimmung mit meinem lebenslangen Selbstgefühl‘.“ Seitdem lebt und publiziert Schutting unter seinem Namen Julian Schutting als freier Schriftsteller in Wien.
Schuttings Werk umfasst Prosa, Lyrik und sprachphilosophische Abhandlungen. Ein Teilvorlass, bestehend aus Manuskripten, Arbeitsunterlagen und persönlichen Sammlungsstücken, wurde 2016 dem Archiv der Zeitgenossen in Krems übergeben. Der Autor ist Mitglied der Grazer Autorenversammlung.

## Auszeichnungen
- 1971: Österreichischer Förderungspreis für Literatur in der Sparte „Lyrik“
- 1973: Förderungspreis des Landes Niederösterreich
- 1974: Förderungspreis der Stadt Wien
- 1974: Kulturpreis der Stadt Amstetten
- 1981: Österreichischer Würdigungspreis für Literatur
- 1984: Anton-Wildgans-Preis
- 1988: Preis der Stadt Wien für Literatur
- 1989: Georg-Trakl-Preis für Lyrik
- 1997: Ehrenzeichen in Gold für Verdienste um das Land Wien
- 2013: Buchpreis der Salzburger Wirtschaft; Verleihung am 7. November 2013[5]
- 2015: Gert-Jonke-Preis[3]
- 2022: H. C. Artmann-Preis[6]

## Werke (Auswahl)
Bis März 2015 veröffentlichte Schutting mehr als 40 Bücher (Der Standard) nach anderer Quelle im Jahr Oktober 2007 seien es „seit seinem Debüt in den frühen 1970er Jahren“ (Radio Ö1 des ORF) an die 50 Bücher gewesen.
- Baum in O. Prosatexte, Erzählungen. Europaverlag, Wien 1973, ISBN 3-203-50455-3.
- In der Sprache der Inseln. Gedichte. Mit einem Nachwort von Ernst Schönwiese. Müller, Salzburg 1973, ISBN 3-7013-0481-5.
- Tauchübungen. Prosa. Residenz, Salzburg 1974, ISBN 3-7017-0094-X.
- Parkmord. Erzählungen. Residenz, Salzburg 1975, ISBN 3-7017-0124-5.
- Lichtungen. Gedichte. Müller, Salzburg 1976, ISBN 3-7013-0533-1.
- Sistiana. Erzählungen. Residenz, Salzburg 1976, ISBN 3-7017-0165-2 (Ungekürzte Ausgabe. (= dtv. 6304 Neue Reihe.). Deutscher Taschenbuch-Verlag, München 1980, ISBN 3-423-06304-1).
- Steckenpferde. Rhombus, Wien 1977, ISBN 3-85394-004-8.
- Am Morgen vor der Reise. Die Geschichte zweier Kinder. Residenz, Salzburg 1978, ISBN 3-7017-0193-8.
- Salzburg retour. Trauermusik: Thema und Variationen. Styria, Graz u. a. 1978, ISBN 3-222-11081-3.
- mit Johann Kräftner: Tür + Tor (= Elemente der Architektur. 1). Niederösterreichisches Pressehaus, St. Pölten 1979.
- Der Vater. Erzählungen. Residenz, Salzburg u. a. 1980, ISBN 3-7017-0244-6.
- Der Wasserbüffel. Geschichten aus der Provinz. Residenz, Salzburg u. a. 1981, ISBN 3-7017-0281-0.
- Liebesgedichte. Residenz, Salzburg u. a. 1982, ISBN 3-7017-0321-3.
- Liebesroman. Residenz, Salzburg u. a. 1983, ISBN 3-7017-0349-3.
- Das Herz eines Löwen. Betrachtungen. Residenz, Salzburg u. a. 1985, ISBN 3-7017-0409-0.
- Hundegeschichte. Residenz, Salzburg u. a. 1986, ISBN 3-7017-0458-9.
- Traumreden. Gedichte. Residenz, Salzburg u. a. 1987, ISBN 3-7017-0508-9.
- Findhunde. Prosa (= Reclams Universal-Bibliothek. 8517). Reclam, Stuttgart 1988, ISBN 3-15-008517-9.
- Reisefieber. Erzählungen. Residenz, Salzburg u. a. 1988, ISBN 3-7017-0549-6.
- Aufhellungen. Residenz, Salzburg u. a. 1990, ISBN 3-7017-0625-5.
- Flugblätter. Gedichte. Müller, Salzburg 1990, ISBN 3-7013-0775-X.
- Zuhörerbehelligungen. Vorlesungen zur Poetik. Droschl, Graz u. a. 1990, ISBN 3-85429-168-0.
- mit Wolfgang Siegmund: Väter (= Essay. 5). Droschl, Graz u. a. 1991, ISBN .3-85420-227-X
- Wasserfarben. Residenz, Salzburg u. a. 1991, ISBN 3-7017-0679-4.
- Aufnachtung. Mit einem Holzschnitt und Zeichnungen von Reimo Wukounig. David-Presse, Wien 1992.
- Leserbelästigungen. Droschl, Graz u. a. 1993, ISBN 3-85420-323-3.
- Der Winter im Anzug. Sprachspaltereien. Styria, Graz u. a. 1993, ISBN 3-222-12189-3.
- Gralslicht. Ein Theater-Libretto. Residenz, Salzburg u. a. 1994, ISBN 3-7017-0820-7.
- Katzentage. Residenz, Salzburg u. a. 1995, ISBN 3-7017-0911-4.
- Das Eisherz sprengen. Gedichte. Residenz, Salzburg u. a. 1996, ISBN 3-7017-1019-8.
- Der Tod meiner Mutter. Residenz, Salzburg u. a. 1997, ISBN 3-7017-1079-1.
- Aufstörung. Zwei Prosagedichte. Rospo, Hamburg 1998, ISBN 3-930325-21-7.
- Jahrhundertnarben. Über das Nachleben ungewollter Bilder. Residenz, Salzburg u. a. 1999, ISBN 3-7017-1173-9.
- Rohübersetzung. Mondscheiniges über die Liebe. Styria, Graz u. a. 1999, ISBN 3-222-12675-5.
- Dem Erinnern entrissen. Gedichte. Müller, Salzburg u. a. 2001, ISBN 3-7013-1026-2.
- An den Dachstein (= Oxohyph. 2002, 3). Mit Farboffsetlithographien von Helmut Swoboda. Edition Thurnhof, Horn 2002, ISBN 3-900678-59-6.
- Gezählte Tage. Notizen. Residenz, Salzburg u. a. 2002, ISBN 3-7017-1305-7.
- Julian Schutting (= Podium. Podium-Porträt. 8). Podium, St. Pölten 2002, ISBN 3-902054-16-6.
- Was schön ist. Mit einem Nachwort von Christiane Zintzen. Droschl, Graz u. a. 2002, ISBN 3-85420-613-5.
- Metamorphosen auf Widerruf. Über Musik. Müller, Salzburg u. a. 2003, ISBN 3-7013-1063-7.
- Nachtseitiges. Residenz, Salzburg 2004, ISBN 3-7017-1367-7.
- Zu jeder Tageszeit. Roman. Jung und Jung, Salzburg u. a. 2007, ISBN 978-3-902497-19-2 (Eine autobiographisch gefärbte Liebesgeschichte.[2]).
- An den Mond. Gedichte. Residenz, St. Pölten u. a. 2008, ISBN 978-3-7017-1505-3.
- Auf der Wanderschaft. Über das Vergnügen am Gehen. Müller, Salzburg u. a. 2009, ISBN 978-3-7013-1160-6.
- Theatralisches. Müller, Salzburg u. a. 2012, ISBN 978-3-7013-1191-0.
- Blickrichtungen. Residenz, St. Pölten u. a. 2013, ISBN 978-3-7017-1616-6.
- Der Schwan. Gedichte. Jung und Jung, Salzburg u. a. 2014, ISBN 978-3-99027-060-8.
- Betrachtungen. Texte und Photographien. Literaturedition Niederösterreich, St. Pölten 2017, ISBN 978-3-902717-41-2.